# Ocrepeira lapeza
Ocrepeira lapeza är en spindelart som beskrevs av Claude Lévi 1993. Ocrepeira lapeza ingår i släktet Ocrepeira och familjen hjulspindlar.
Artens utbredningsområde är Colombia. Inga underarter finns listade i Catalogue of Life.